# L'altra parte di me
L'altra parte di me è il secondo e ultimo album della cantautrice italiana Roberta Voltolini, pubblicato dall'etichetta discografica Five il 15 maggio 1988.

## Descrizione
L'album è prodotto e composto dall'interprete, che cura gli arrangiamenti insieme a Mario Rusca.
Dal maggio 2023 l'album è disponibile nell'intero circuito discografico digitale, con una moderna rimasterizzazione a cura del produttore fiorentino Andrea Cristofori.

## Tracce

### Lato A
1. Dimmi che è così
2. La vita per te
3. Non è
4. Dentro di me
5. A occhi chiusi

### Lato B
1. I Don't Know Why
2. Svegliami
3. L'altra parte di me
4. Canterò per te

## Formazione
- Roberta Voltolini – voce, tastiera, pianoforte
- Giorgio Cocilovo – chitarra
- Gigi Cappellotto – basso
- Lele Melotti – batteria
- Mario Rusca – pianoforte
- Robert Lopez – percussioni
- Danilo Riccardi – tastiera, pianoforte, Fender Rhodes
- Bruno De Filippi – armonica
- Fernando Brusco – tromba, flicorno
- Emilio Soana – tromba, flicorno
- Umberto Moretti – tromba, flicorno
- Rudy Migliardi – trombone
- Mauro Parodi – trombone
- Claudio Barbieri – trombone
- Gabriele Comeglio – sax
- Hugo Heredia – sax, flauto
- Sergio Rigon – sassofono baritono
- Paola Folli, Linda Wesley, Gabriele Balducci, Moreno Ferrara – cori